# جان استوارت (وزنه‌بردار)
جان استوارت (انگلیسی: John Stuart؛ زادهٔ ۲۴ ژانویه ۱۹۲۰) وزنه‌بردار اهل کانادا بود.
وی در مسابقات کشوری و بین‌المللی در مجموع برندهٔ ۱ مدال نقره شده‌است.